# Loreto (Name)
Loreto ist ein weiblicher und männlicher Vorname sowie Familienname.

## Herkunft und Bedeutung
Der vor allem im Spanischen und Italienischen verwendete Vorname stammt vom Namen einer Stadt in Italien, die ursprünglich auf Latein Lauretum hieß und Lorbeerhain bedeutet. Angeblich wurde das Haus der Jungfrau Maria im 13. Jahrhundert auf wundersame Weise von Engeln aus Nazareth in diese Stadt getragen.
Italienische Namensvarianten sind Loreta, Loretta und Lorita.

## Verbreitung
Der Name ist im deutschsprachigen Raum selten anzutreffen. In der Schweiz tragen ihn nur 20 Personen (Stand 2022). In Spanien kommt der Name seit 1920 in der Namensgebung vor. In den 1990er Jahren war er am populärsten, in diesem Zeitraum belegte der Name durchschnittlich den 321. Platz. Ansonsten pendelt er zwischen den Plätzen 400 und 500. Loreto wird in den USA mindestens seit 1930 vergeben. Besonders regelmäßig zwischen den 1970er Jahren bis zur Jahrtausendwende. Von 1930 bis 2022 wurden etwa 370 Jungen so genannt. Die Vergabe ist auch in Schottland und Kanada nachgewiesen.

## Bekannte Namensträger

### Weiblich
- Loreto Peralta (* 2004), mexikanische Kinderdarstellerin und Synchronsprecherin
- Loreto Toloza (* 1984), chilenische Fußballschiedsrichterassistentin

### Männlich
- José Loreto Arismendi (1898–1979), venezolanischer Rechtsanwalt und Politiker
- Loreto Garza (* 1963), US-amerikanischer Boxer
- Loreto Vittori (1604–1670), italienischer Opernsänger und Komponist

### Familienname
- Eduardo Di Loreto (1929–2010), argentinischer Fußballspieler und -trainer,
- Marco Di Loreto (* 1974), italienischer Fußballspieler
- Manuel Soto Loreto, siehe Manuel Torre